# Akwen uregulowany
Akweny regulowane – rodzaj zbiornika wodnego, który uległ przekształceniu w wyniku działań człowieka.
Są dwa cele, dla których dokonuje się regulacji akwenu.
- ochrona przeciwpowodziowa – poprzez podnoszenie bezpieczeństwa powodziowego w sąsiedztwie regulowanego akwenu.
- poprawa warunków korzystania z wód – dla umożliwienia gospodarczego wykorzystania akwenu.

Regulacja wód polega na podejmowaniu przedsięwzięć, których zakres wykracza poza działania związane z utrzymywaniem wód, a w szczególności na kształtowaniu przekroju podłużnego i poprzecznego oraz układu poziomego koryta cieku naturalnego.
Proces regulacji akwenów nazywany jest procesem ich przekształcania z naturalnych w kulturalne. Regulacja podnosi rozwój cywilizacyjny całego nadrzecza.
W sytuacji rzek regulacja polega na takim zbudowaniu systemy wodnego dorzecza, który będzie pozwalał człowiekowi regulować ekstremalne przepływy wody tj. zatrzymywać wodę w okresie susz i umiejętnie sterować przepływami w okresie wezbrań.